# Пловецкий, Януш
Януш Мацей Пловецкий (пол. Janusz Maciej Płowecki, 22 января 1928, близ Варшавы — 10 сентября 1996, Ченстохова) — польский журналист, главный редактор газеты Życie Częstochowy, юрист, командир «Серых Шеренг» в Ченстохове, общественный деятель.

## Биография
Родился в семье прокурора и часто менял место жительства вместе с семьёй, пока не осел в Ченстохове, где его отец открыл нотариальную контору. Там же его застала война. Был арестован 3 мая 1944 года за подпольную деятельность и провёл 2 месяца в заключении.
В 1946 году окончил школу и поступил в Ягеллонский университет в Кракове на факультет Права, который окончил в 1952 году. С 1953 года работал журналистом в газете «Жизнь Ченстоховы», которая была филиалом газеты «Жизнь Варшавы». В 1982-92 годах был её редактором.
За период своей почти 40-летней журналистской работы в газете опубликовал много статей, связанных с периодом второй мировой войны и непосредственно с освобождением Ченстоховы. Также вёл популярный цикл статей под общим названием «Пешком по старой Ченстохове».
Организатор множества городских мероприятий. Был диктором на местных соревнованиях по спидвею (см. Влукняж Ченстохова).
Был дважды женат. От первого брака остался сын, Матей — инженер-электрик, а от второго — сыновья Пшемыслав, магистр архитектуры и Михал, журналист. Умер после тяжёлой болезни, похоронен на кладбище «Куле»
За заслуги в профессиональной и общественной деятельности награждён Офицерским и Кавалерским Крестом Ордена Возрождения Польши, Золотой медалью Ассоциации польских журналистов и престижной Премией им. Кароля Мярки.